# Lista över offentlig konst i Burlövs kommun
Lista över offentlig konst i Burlövs kommun är en ofullständig förteckning över utomhusplacerad offentlig konst i Burlövs kommun.

| Titel                                     | Konstnär(er)          | Årtal | Beskrivning                                                        | Typ - material              | Stadsdel/ort | Plats Koordinater                                                               | Bild                                                             |
| ----------------------------------------- | --------------------- | ----- | ------------------------------------------------------------------ | --------------------------- | ------------ | ------------------------------------------------------------------------------- | ---------------------------------------------------------------- |
| Mur med mikroorganismer                   | Carl-Einar Andersson  | 1968  | Två sandblästrade figurer på två halvcirkelformade betongmurar     |                             | Arlöv        | Elisetorpsområdet, mellan Elisetorpsvägen 7 och Servicehuset koordinater saknas | Mur med mikroorganismer                                          |
| Lekande barn                              | Ivar Ålenius-Björk    | 1964  | Två lekande barn                                                   | skulptur - brons            | Arlöv        | Utanför Tågarpskolans entré koordinater saknas                                  | Lekande barn                                                     |
| Mor och barn                              | Thure Thörn           | 1973  |                                                                    | skulptur - brons            | Åkarp        | Harakärrsgården koordinater saknas                                              | Mor och barn                                                     |
| Soldyrkartemplet Även känd som: Soltempel | Elma Oijens           | 1972  |                                                                    | skulptur - brons            | Arlöv        | Svenshögsområdet kullen, grönyta koordinater saknas                             | Soldyrkartemplet                                                 |
| Treklang                                  | Fred Åberg            | 1986  | Skulptur i form av noter. En hyllning till Lars-Erik Larsson       | skulptur - brons            | Åkarp        | Åkarps Centrum, Dalslundsvägen koordinater saknas                               | Treklang                                                         |
| Mobil                                     | Alexius Huber         | 1984  | Hängande skulptur av delvis målat ädelstål                         | skulptur - ädelstål         | Arlöv        | Medborgarhuset, foajén, trappan (inomhus) koordinater saknas                    | Det är troligen inte ok att ladda upp en bild av detta konstverk |
| Reptricket                                | Ingrid Enarsson       | 2006  | Lila tross monterat på aluminiumställning, behandlat med glasfiber | sisal, aluminium, glasfiber | Arlöv        | Rondellen Lommavägen, Södra Virvelvägen koordinater saknas                      | Reptricket                                                       |
| Sprattel                                  | Torsten Fridh         | 1968  | En sprattlande person                                              | skulptur                    | Arlöv        | Vid vändplatsen mellan Elisetorpsvägen 17 och 19 koordinater saknas             | Sprattel                                                         |
| Kunskapens boning                         | Hiroshi Koyama        | 2006  |                                                                    | skulptur - diabas och järn  | Arlöv        | Parken Boklunden vid Arlövs bibliotek koordinater saknas                        | Kunskapens boning                                                |
| Gallervägg                                | Åke Jönsson           | 1986  |                                                                    |                             | Arlöv        | Parken Boklunden vid Arlövs bibliotek koordinater saknas                        | Gallervägg                                                       |
| Lek och fantasirum                        | Åke Jönsson           | 1971  | Myra och fjäril                                                    | lekskulptur - aluminium     | Arlöv        | Atrium på Burlövs Center koordinater saknas                                     | Lek och fantasirum                                               |
| Betplockarna                              | Sven Robert Lundquist | 1995  | Tre delar i form av en man och en kvinna som plockar betor         | skulpturgrupp               | Arlöv        | Sockerbitstorget koordinater saknas                                             | Betplockarna                                                     |

## Tidigare utplacerade konstverk
| Titel                  | Konstnär(er)     | Årtal | Beskrivning               | Typ - material  | Stadsdel/ort | Tidigare plats Koordinater                                      | Bild                   |
| ---------------------- | ---------------- | ----- | ------------------------- | --------------- | ------------ | --------------------------------------------------------------- | ---------------------- |
| Fri som fjäriln vingad | Stig Arne Olsson | 1976  | Skulptur i form av fjäril | skulptur - järn | Arlöv        | Burlövsbadets gamla byggnad som nu är rivet. koordinater saknas | Fri som fjäriln vingad |